# Ciriak Dede Mitrović
Ciriak Dede Mitrović (prva polovica 18. stoljeća) je bio vojni dužnosnik u južnim hrvatskim krajevima pod mletačkom vlašću. Dolazi iz hrvatske plemićke obitelji Dedea Mitrovića Jankovića. Sin je pravoslavnog Grka Teodora Dede i sinovice Hrvata iz katoličke obitelji, poznatog uskoka Stojana Mitrovića. 
1731. je godine imenovan za serdara Like, dijela Bukovice i Kotara.